# ناكاك (أسطورة)
ناكاك (بالإنجليزية: Nakak)‏ روح المياه الشرير في الأساطير الفنلندية يقبع في أعمق منطقة في المياه. وفي استطاعته أن يظهر في أشكال كثيرة مختلفة: بشرية وحيوانية في آن واحد. ويتخيله أهل استوینا (جمهورية على بحر البلطيق) رجلا عجوزًا أشيب الشعر. يلتهم كل ما يصادفه في الماء، وأحيانا يجلس على الشاطئ يراقب الناس ويغويهم بأغانيه التي تجبر البشر والحيوانات على الرقص المستمر إلى أن يسقطوا في الماء ويغرقوا. ورفيقته الأنثى «ناكينيو» الفتاة الجميلة التي تجلس على سطح الماء، وعلى صخرة على الشاطئ، أو تحت شجرة تنمو بجوار النهر، وهی تصفف شعرها الأصفر الذهبي الطويل. وتظهر أحيانا عارية. نصفها جسد بشري ونصفها الثاني جسم سمكة. وهي مثل زوجها تجلس لتغني.